# Guerres platines
Les guerres platines van ser un seguit de conflictes armats a la regió de la conca del riu de la Plata, aproximadament entre 1810 i 1870. Els principals involucrats van ser els hispanoargentins i lusobrasilers, amb intervenció posterior d'urugaians i paraguaians. Aquest període també rep el nom de qüestió platina o qüestió de la Plata.
La lluita pel domini de l'estuari de la Plata va ser incessant des del segle xvi. L'àrea era la via d'accés de la marina mercant i militar al pol Montevideo-Buenos Aires, al Con Sud i a l'interior del continent, mitjançant la navegació dels rius Paraná, Paraguai i Uruguai. El conflicte, iniciat per l'imperi portugués i espanyol, va prolongar-se durant el segle xix, intensificat per les lluites territorials internes derivades dels procesos d'independència viscuts en aquell període a l'Amèrica del Sud.

## Cronologia

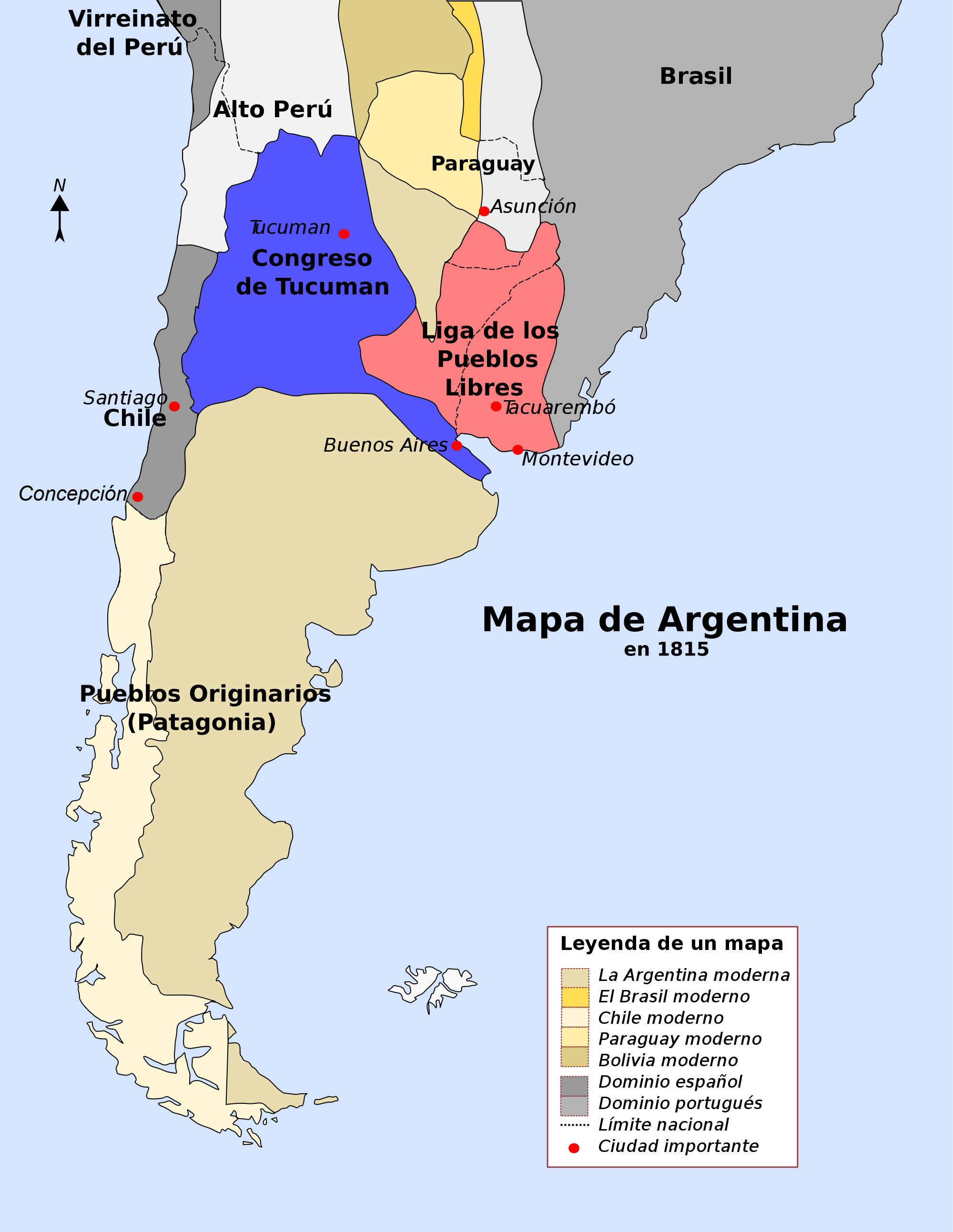
Situació el 1816.

### Antecedents
- Març de 1808: Arribada a Rio de Janeiro de la cort portuguesa, foragitada per la invasió napoleònica de la península ibèrica.[6]
- Maig de 1810: La Revolució de Maig a Buenos Aires derroca el Virregnat del Riu de la Plata i institueix les Províncies Unides del Riu de la Plata.[7]
- Juliol de 1811 a juliol de 1812: La Banda Oriental, possessió de l'extint virregnat a la riba est de la Plata, s'havia mantingut lleial a Espanya.[8][9] Quan Montevideo va ser atacat pels argentins, Portugal va intervenir, "pacificant" el territori fins a l'armistici signat per Buenos Aires i Montevideo.[9][10]
- 1814: Les províncies argentines de Córdoba, Corrientes, Entre Ríos, Santa Fe i Misiones s'uneixen a l'Oriental per conformar la Lliga Federal. Sota el lideratge de José Gervasio Artigas, desafien el centralisme de Buenos Aires i proposen un govern federal. S'inicia la Guerra entre Artigas i el Directori (1814-1820).[11][12]
- Desembre de 1815: El Brasil deixa de ser una colònia després de la creació del Regne Unit de Portugal, el Brasil i l'Algarve.[13]
- Març a juliol de 1816: El Congrés de Tucumán declara la independència de les Províncies Unides del Regne d'Espanya. La Lliga Federal no hi participa, negant-se a reconèixer la preponderància de Buenos Aires respecte a la resta de territoris.[12][14]

### Els grans conflictes
- Agost de 1816 a gener de 1820: Joan VI envaeix novament la Banda Oriental i acompleix el seu anhel d'estendre les fronteres brasileres fins a l'estuari de la Plata. El nou territori s'incorpora al Regne del Brasil sota el nom de província Cisplatina.[15][16]
- Setembre de 1822: El Brasil s'independitza, Pere I n'esdevé l'emperador.[17]
- Desembre de 1825 a l'agost de 1828: Els "orientals", liderats per Fructuoso Rivera i Juan Antonio Lavalleja i amb el suport de les Províncies Unides, es rebel·len contra l'imperi brasiler. Al termini de la Guerra Cisplatina, es crea l'Uruguai, mentre que part de l'antiga Banda Oriental, les antigues Misiones Orientales, roman en poder brasiler, integrada a Rio Grande do Sul.[18][19][20]
- Gener de 1831: Se signa el Pacte Federal, una aliança militar entre les Províncies Unides per lluitar contra la Lliga Federal.[21]
- Abril de 1831: Pere I abdica i deixa el tron brasiler al seu fill Pere II, de 5 anys.[22]
- Març de 1835: Juan Manuel de Rosas és elegit governador de Buenos Aires. S'extingeixen les Províncies Unides, reemplaçades per la Confederació Argentina.[23]
- Juliol de 1836 a octubre de 1851: Esclata la Guerra Gran de l'Uruguai. Els colorados de Fructuoso Rivera es van aixecar en armes contra el govern blanco del Partit Nacional, encapçalat pel president Manuel Oribe.[24] Aquest darrer va rebre el suport de Rosas, mentre que els rebels van comptar amb el del Brasil, Gran Bretanya i França.[25][26] Un cop acabada la guerra civil, Rivera i els colorados s'instal·len al poder; i el seu aliat brasiler esdevé tutor del nou govern, amb capacitat per a intervenir en la política nacional, a més de rebre beneficis econòmics i el reconeixement formal de les fronteres entre ambdós països.[27]
- Agost de 1851 a febrer de 1852: En el compendi de guerres civils argentines, va tenir un gran impacte l'aixecament de Justo José de Urquiza, governador d'Entre Ríos, contra el domini tirànic de Juan Manuel de Rosas.[28] Amb la Guerra Grande enllestida, Urquiza va rebre l'ajuda de l'Imperi del Brasil que, junt amb els colorados i tropes del Paraguai, van formar l'Exercit Gran.[29] L'atac aliat va sortir victoriós en la batalla de Caseros, que va suposar el final de la Guerra de la Plata i l'exili de Rosas a Anglaterra.[30][31] Buenos Aires s'escindeix de la Confederació.[32]
- Maig de 1853: Urquiza promulga la primera Constitució argentina.[33]
- Setembre de 1862: Francisco Solano López és nomenat president del Paraguai, succeint el seu pare.[34]
- Octubre de 1862: Bartolomé Mitre lidera la victòria sobre la Confederació i l'estingeix. Es dona pas a la Nació Argentina, amb el poder centralitzat a Buenos Aires.[35]
- Agost de 1864 a febrer de 1865: Una nova disputa a l'Uruguai entre blancos i colorados va dur a la Guerra de l'Uruguai. El Brasil va tornar a traspassar les fronteres, per establir Venancio Flores al govern.[36] Fronteres al 1873

Fronteres al 1873

- Novembre de 1864 a març de 1870: Aprofitant que argentins i brasilers s'havien centrat novament en l'Uruguai, el Paraguai envaeix el Mato Grosso, primer pas d'una campanya per expandir els seus territoris, que el duria a atacar també Corrientes. Rivals històrics, Mitre i Pere II del Brasil uneixen forces per lluitar contra l'enemic comú. Acompanyats de l'Uruguai, iniciaran la Guerra de la Triple Aliança. El Paraguai va fer-se fort defensivament, sobre tot pel seu domini dels rius. La superioritat numèrica dels aliats va anar imposant-se i els paraguaians van passar a emprar una tàctica de lluita de guerrilles. Solano va caure a la batalla de Cerro Corá, mentre el Brasil cuinava un relleu que garantís l'estabilitat política al país i el camí a la democratització.[37][38][39]

## Conseqüències
L'Imperi del Brasil va viure la seva època daurada en la dècada del 1870. Vencedor en tots els conflictes armats dels darrers 50 anys, gaudia d'una bona situació econòmica, política, social i diplomàtica. Va convertir-se en l'única superpotència sudamericana i de tot l'hemisferi sud. Per la seva part, l'Argentina va continuar amb revoltes domèstiques. El govern central va sortir-ne victoriós, garantint la supervivència del model nacional. L'Uruguai, nascut durant el període de les guerres platines, va consolidar la seva independència política, allunyant-se de l'ombra brasilera. Per acabar, el Paraguai va patir una greu pèrdua de territori, població i recursos econòmics.